# Шарапов, Виталий Львович
Вита́лий Льво́вич Шара́пов (9 января 1967, Москва, СССР — 25 августа 1999, Москва, Россия) — советский футболист, полузащитник.
Вместе с братом-близнецом Олегом воспитанник СДЮШОР «Спартак» Москва. Совместно с братом провёл недолгую футбольную карьеру — в 1983—1985 годах сыграл 38 матчей, забил 4 гола за дублирующий состав «Спартака», в 1986—1987 годах во второй лиге в составе СК ФШМ / ЭШВСМ сыграл 42 матча, забил 8 голов. Затем вернулся в «Спартак» и в 1988—1989 годах в составе дубля сыграл 42 матча, забил 6 голов. За основную команду в 1989 году сыграл пять матчей в Кубке Федерации футбола СССР. В сезоне 1989/90 провёл четыре матча в чемпионате Чехословакии за «Сигму» Оломоуц.
Скончался 25 августа 1999 года на 33-м году жизни.